# Северцы

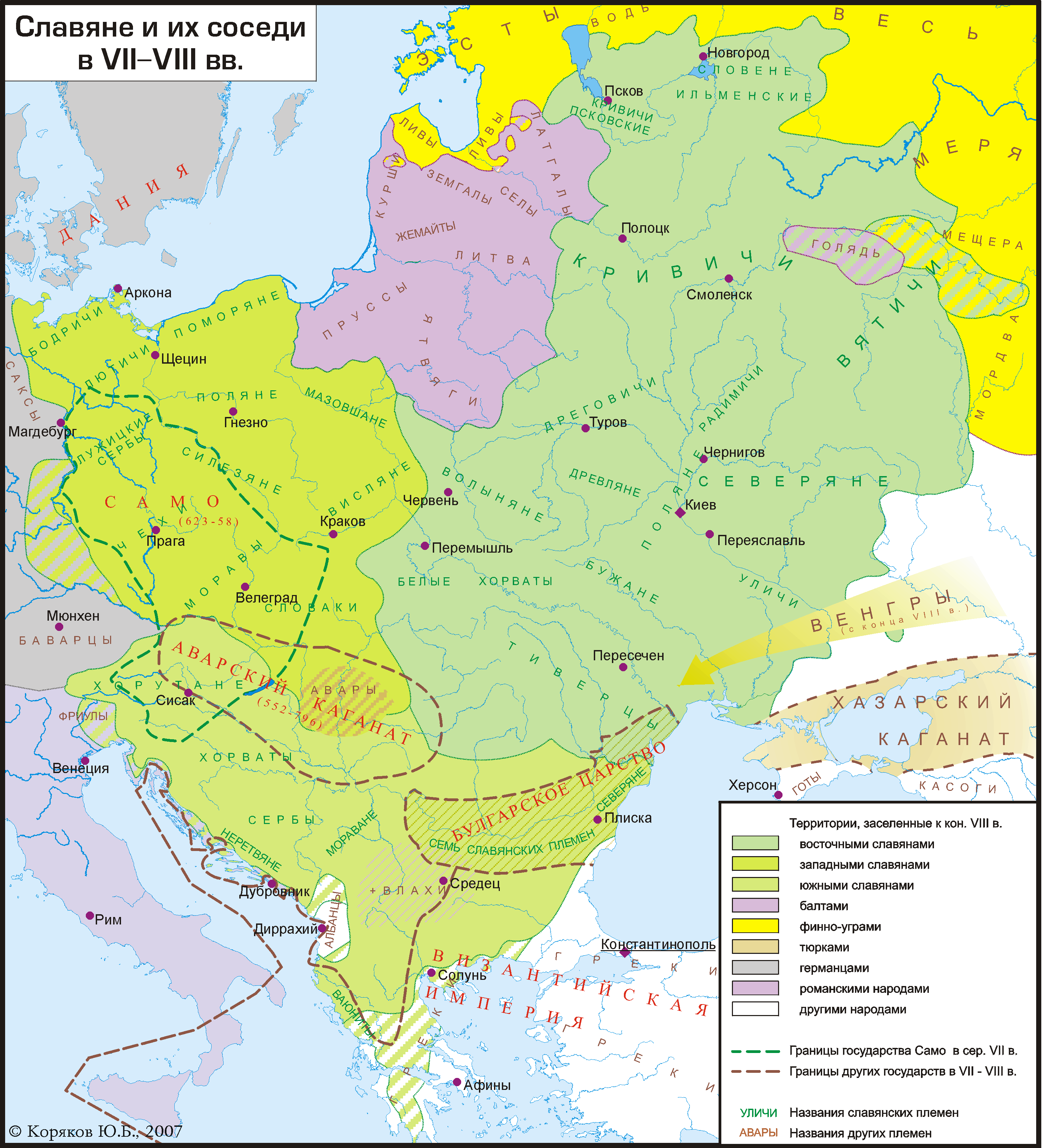
Карта расселения славян и их соседей на конец VIII века

Северцы (греч. Σέβερεις, болг. севери, северци) — славянское племя, проживавшее в VII веке на землях к югу от нижнего Дуная.

## Этноним
Название племени может указывать на связь с восточнославянским племенем Северян.

## История
Северцы переселились на Дунай в начале VII века, после поражения византийского императора Маврикия от славян в 602 году. До этого здесь уже проживали славяне, поселившиеся на Балканах в V—VI веках.
Земли Дунайской Болгарии северцы начали осваивать тогда, когда там еще жили фракийцы. Часть фракийцев была убита, а некоторые бежали в горы. В 680 году эти земли захватил хан Аспарух, где и основал Первое Болгарское царство.
В результате завоевания северцы были частично вытеснены из области Добруджи и переместились на Восток, к побережью Черного моря. Северцы стали союзниками Аспаруха и его потомков, признавали их суверенитет и были свободны от уплаты дани. Этому славянскому племени было поручено защищать южные границы царства от Византийского вторжения императора Константина IV.
В 767 году хан Паган начал переговоры с Византией о мире и лично встретился с императором Константином V. Примечательно, что в переговорах принимал участие изгнанный хан Сабин, которого император планировал посадить на трон Болгарского царства и через него влиять на болгар.
Формально, мир был восстановлен. Однако, сразу же после этого, византийский император направил секретную миссию во Фракию, целью которой был захват князя северцев Славуна. План Константина V удался: Славун был схвачен и публично казнён. После чего византийцы успешно перешли горы и вторглись в земли Болгарии северо-восточнее Старой Планины. Они сожгли несколько болгарских военных лагерей, и достигли реки Тича (сегодня Камчия). Затем, однако, встретили сильное сопротивление и отступили.
Некоторые северитские князья занимали высокие посты в правительстве Болгарии до завоевания столицы г. Преслав византийцами в 971. Одним из самых известных правителей был Семир — жупан земель около Рациарской крепости во времена князя Бориса I.
Из-за численного славянского превосходства над булгарами в созданном государстве в течение последующих двух веков произошла славянизация правящего класса и слияние славянского племени северцев с остальными народами Болгарского царства, что привело к появлению болгар — народа, разговаривающего на славянском языке.